# Barrio la Laguna
Barrio la Laguna är en ort i kommunen Sultepec i delstaten Mexiko i Mexiko. Samhället hade 208 invånare vid folkräkningen 2020.